# 福岡市立若久小学校
福岡市立若久小学校（ふくおかしりつわかひさしょうがっこう）は、福岡県福岡市南区にある市立小学校。

## 教育方針
もとめてまなぶ子　かしこい子　やさしい子　たくましい子

## 児童会活動・クラブ活動など
PTA活動も盛んに行われていて、保護者同士の結束も強く、授業参観も毎月行われている。

## 校歌
高島貞充作曲石中象治作詞。5番まであるが式典などでは1番と5番のみ歌われる。

## 進学先中学校
- 福岡市立野間中学校

## 学区の主な施設
- 野間大池

## 交通
- 西日本鉄道西鉄天神大牟田線高宮駅より徒歩21分（1.6kｍ）